# Beatrix Theater

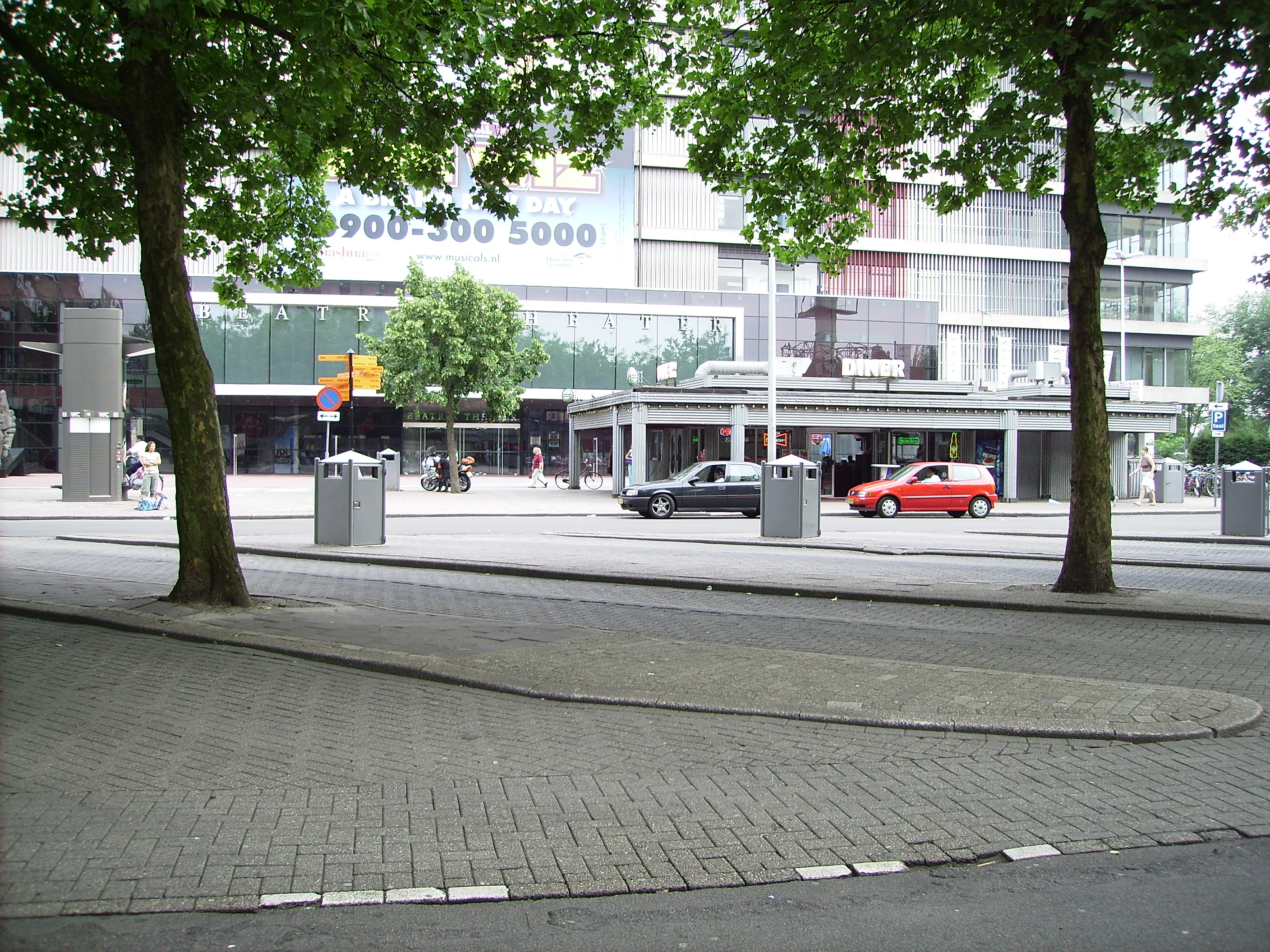
Außenansicht des Beatrix Theaters

Das Beatrix Theater ist ein Musicaltheater in der niederländischen Stadt Utrecht. Es wurde im Jahr 1999 eröffnet und nach Königin Beatrix der Niederlande benannt. Das Theater verfügt über ca. 1500 Sitzplätze und befindet sich im Besitz der Stage Entertainment.

## Produktionen
Das Beatrix Theater dient neben Einzelveranstaltungen und -konzerten in erster Linie als fester Spielort für Musicals. Aufgeführt wurden:
- Chicago von 9. Mai 1999 bis 28. Januar 2001
- Saturday Night Fever von 17. Juni 2001 bis 23. Februar 2003
- Mamma Mia! von 9. November 2003 bis 12. Februar 2006
- The Wiz – Das zauberhafte Land von 10. September 2006 bis 17. Oktober 2007
- Dirty Dancing von 9. März 2008 bis 4. Juli 2009
- Joseph and the Amazing Technicolor Dreamcoat von 23. September 2009 bis 10. Juli 2010
- We Will Rock You von 21. August 2010 bis 13. August 2011
- Miss Saigon von 23. September 2011 bis 8. Juli 2012
- The Little Mermaid ab 5. September 2012